# Nimbapanchax viridis
El pez-almirante viridis es la especie Nimbapanchax viridis, un pez de agua dulce de la familia de los notobránquidos, distribuido por la cabecera de ríos en el este de Guinea y norte de Liberia.

## Acuariología
Es una especie usada en acuariología con cierta importancia comercial, aunque es difícil de mantener en acuario.

## Morfología
De cuerpo alargado y colorido, con una longitud máxima del macho de unos 7 cm.

## Hábitat y biología
Viven en aguas dulces, de conducta bentopelágica y no migrador, prefiriendo entre 20 y 24 °C de temperatura.
Su hábitat son los arroyos y ríos pequeños, sobre todo los que tienen densa población de hierba, de la sabana boscosa.